# Moondog Matinee
| 전문가 평가                   | 전문가 평가 |
| 평가 점수                     | 평가 점수   |
| 출처                          | 점수        |
| ----------------------------- | ----------- |
| AllMusic                      | [ 1 ]       |
| Christgau's Record Guide      | B+          |
| DownBeat                      | [ 3 ]       |
| Entertainment Weekly          | B+          |
| MusicHound                    | 5/5         |
| The Rolling Stone Album Guide | [ 6 ]       |
| Q                             | [ 7 ]       |

《Moondog Matinee》는 1973년에 발매된 캐나다와 미국의 록 밴드 더 밴드의 다섯 번째 스튜디오 음반이다. 이 음반은 영화 《제3의 사나이》의 주제곡을 편곡한 곡을 제외하면 전곡이 리듬 앤 블루스 및 블루스 장르의 곡들을 커버한 것으로 구성되어 있으며, 이는 밴드 구성원들의 해당 장르에 대한 애정을 반영하고 있다.

## 배경
레번 헬름은 2002년 한 인터뷰에서 이 음반이 커버곡 중심으로 제작된 배경에 대해 다음과 같이 회고하였다. "그 당시에 우리가 할 수 있는 건 그거뿐이었어요. 서로 잘 지내질 못했죠. 공정함이라는 게 개소리라는 걸 모두가 알고 있었고, 우리 모두 사기를 당하고 있다는 걸 알고 있었어요. 그러니 더 이상 앉아서 새로운 음악을 만들 수가 없었어요. 〈Up on Cripple Creek〉 같은 곡들, 그런 협업은 끝났어요. 그런 식의 곡은 우리가 할 수 있는 유일한 형태였던 거죠."
이 음반의 원래 기획 의도는 더 밴드가 레번 앤 더 호크스라는 이름으로 활동하며 1960년대 중반 캐나다와 미국의 클럽을 순회하던 시절의 공연 세트리스트를 재현하는 것이었다. 그러나 수록된 10곡 가운데 실제로 그 시기에 밴드가 연주했던 곡은 〈Share Your Love (With Me)〉 단 한 곡뿐이었다. 나머지 곡들은 단순히 밴드가 감명을 받은 곡들이며, 그중 〈Holy Cow〉와 〈A Change Is Gonna Come〉는 밴드의 클럽 활동 시기 이후에 발표된 곡이다.
음악 스트리밍 서비스 랩소디는 이 음반을 가장 좋아하는 커버 음반 중 하나라고 평가하였다. 또한 《Q》 잡지의 존 볼디는 1991년 재발매 당시 이 음반을 "재치 있고, 애정 어린 동시에 흠잡을 데 없이 다듬어진 작품"이라고 평하였다.

## 곡 목록
| #  | 제목                        | 작사·작곡                             | 리드 보컬     | 재생 시간 |
| -- | --------------------------- | ------------------------------------- | ------------- | --------- |
| 1. | 〈Ain't Got No Home〉       | 클래런스 "프로그맨" 헨리              | 레번 헬름     | 3:20      |
| 2. | 〈Holy Cow〉                | 앨런 투세인트                         | 릭 단코, 헬름 | 3:15      |
| 3. | 〈Share Your Love with Me〉 | 돈 로비, 알프레드 브래그스            | 리처드 마누엘 | 2:50      |
| 4. | 〈Mystery Train〉           | 주니어 파커, 샘 필립스, 로비 로버트슨 | 헬름          | 5:35      |
| 5. | 〈Third Man Theme〉         | 안톤 카라스                           | 기악          | 2:43      |

| #  | 제목                       | 작사·작곡                                   | 리드 보컬 | 재생 시간 |
| -- | -------------------------- | ------------------------------------------- | --------- | --------- |
| 1. | 〈Promised Land〉          | 척 베리                                     | 헬름      | 3:00      |
| 2. | 〈The Great Pretender〉    | 벅 램                                       | 마누엘    | 3:07      |
| 3. | 〈I'm Ready〉              | 패츠 도미노, 알 루이스, 실베스터 브래드퍼드 | 헬름      | 3:22      |
| 4. | 〈Saved〉                  | 제리 리버, 마이크 스톨러                    | 마누엘    | 3:42      |
| 5. | 〈A Change Is Gonna Come〉 | 샘 쿡                                       | 마누엘    | 4:15      |